# Ebba Adrian
Ebba Solveig Margareta Adrian (som gift Tisell och Palm men återtog därefter sitt flicknamn Adrian), född 6 maj 1931 i Göteborgs domkyrkoförsamling, död 24 april 2014 i Styrsö församling, Göteborg, var en svensk fotomodell och målare. 
1950 vann Ebba Adrian Fröken Sverige och kom på andra plats i Miss Europa efter vinnaren Hanni Schall. Hon hade 1952 en roll i den svenska filmen För min heta ungdoms skull.
Ebba Adrian fick sin utbildning på flera olika skolor, bland annat Beckmans Reklamskola, Stockholms Tillskärarakademi i Göteborg, Wendelsbergs folkhögskola i Mölnlycke, Gerlesborgsskolan i Bohuslän och ABF:s målarskola i Göteborg. Hon genomgick också Förskoleseminariet Borås samt läste barn- och ungdomspsykologi på högskola.
Hon hade separatutställningar på Öbergska Styrsö, Mauritz Kaffe i Göteborg, Skeppsholmens folkhögskola i Stockholm, Galären, Skandiahamnen i Göteborg, Sjöhistoriska Museet i Stockholm, Mölndals Sjukhus, Nemeshallen i Mölnlycke, Kulturhuset i Mölnlycke och Sjöfartsmuseet i Göteborg. Hennes verk finns representerade vid Galären, Svenska Orientlinjen, Skandiahamnen i Göteborg, ACL-kontoret New York och Göteborgs sjöfartsmuseum.
Ebba Adrian var först gift med Ragnar Tisell och hade med honom två söner, Klas och Johan Tisell. Från 1963 var hon gift med Kaj Palm (1929–1988). Sedan hon blivit änka tog hon tillbaka flicknamnet Adrian. Ebba Adrian är gravsatt tillsammans med sin man Kaj Palm på Västra kyrkogården i Göteborg.